# Stanisław Czajczyński
Stanisław Józef Czajczyński (ur. 7 maja 1949 w Kaliszu, zm. 15 kwietnia 2024 tamże) – polski przedsiębiorca, polityk, poseł na Sejm RP II kadencji.

## Życiorys
Syn Stanisława i Teresy. Ukończył liceum ogólnokształcące. Był m.in. dyrektorem Zakładu Usług Techniczno-Handlowych Polmex w Kaliszu. W 1993 uzyskał mandat posła na Sejm II kadencji. Został wybrany w okręgu kaliskiego z listy Sojuszu Lewicy Demokratycznej (był wówczas członkiem Socjaldemokracji Rzeczypospolitej Polskiej). Zasiadał w Komisji Stosunków Gospodarczych z Zagranicą, Komisji Nadzwyczajnej do zbadania zasadności zarzutów Najwyższej Izby Kontroli w stosunku do niektórych byłych ministrów współpracy gospodarczej z zagranicą, Komisji Integracji Europejskiej oraz Komisji Zdrowia. W 1997 bez powodzenia ubiegał się o reelekcję.
Później został działaczem Unii Pracy. Pełnił m.in. funkcje wiceprzewodniczącego i sekretarza generalnego tej partii. W 2006 powrócił do SLD.
Odznaczony Złotym Krzyżem Zasługi (1997).
Został pochowany na cmentarzu komunalnym w Kaliszu.